# 폴룩스산
폴룩스산(독일어: Pollux, 이탈리아어: Polluce 폴루체[*])은 스위스 발레주와 이탈리아 발레다오스타주의 경계에 있는 페나인 알프스에 있는 산이다. 이 산은 한 쌍의 쌍둥이 봉우리(Zwillinge) 중 더 낮은 것이며, 다른 하나는 로마 신화의 쌍둥이자리 쌍둥이 이름을 따서 명명된 카스토르산이다. 폴룩스산의 봉우리는 해발 4,092 m의 고도에 있다. 해발 3,847 m의 츠빌링스요흐 고개(Zwillingsjoch)를 통해 카스토르산과 분리되어 있다.
최초 등정은 1864년 스위스 국경일인 8월 1일에 가이드 조제프 마리 페렌과 아버지 페터 타우크발터와 함께 제네바에서 온 쥘 자코에 의해 이루어졌다. 1845년 그들의 경로는 슈바르츠토르를 경유하는 것이었다. 인상적인 북쪽 능선은 1893년 8월 18일 발레주 출신의 요한 페르시 파라르 대장(미래 알파인 클럽 회장)과 빌리 로이드가 가이드 장크트니클라우스의 요제프 폴링거와 함께 최초로 등정했다.
등반은 일반적으로 오토리노 메짤마 산장(3,036 m), 몬테로사 산장(2,795 m)에서 이루어진다. 폴룩스산의 북쪽 능선은 PD+ 등급, 펠리크의 퀸티노 셀라 산장(3,585 m), 로시-발란테 야영지 산장(3,850 m)을 통해 봉우리를 가로지르는 경우.
폴룩스산의 첫 겨울 및 스키 등반은 1913년 3월 7일 마르틴의 알프레드 박사와 카를 플란크에 의해 이루어졌다.